# Filmfestivalen i Venedig 1970
Filmfestivalen i Venedig 1970 (italienska: 31. Mostra Internazionale d'Arte Cinematografica) hölls i Venedig från 19 augusti till 1 september 1970. Festivalen hölls 1968–1979 utan officiell tävling och saknade därför också  jury.

## Premiärvisningar
- Wanda av Barbara Loden (USA)
- Clownerna (I clowns) av Federico Fellini (Italien)

## Priser
- Guldlejon för sin filmkarriär:
  - Orson Welles[2]
- Pasinetti-priset:
  - Bästa utländska film: Wanda (Barbara Loden)[2]
  - Bästa italienska film: Clownerna (Federico Fellini)[2]